# Stromverstärker

Schaltsymbole
Transistorsymbol
CC-OPV Symbol

Der Stromverstärker oder auch CC-Operationsverstärker, abgekürzt CC-OPV, ist ein spezieller Operationsverstärker, welcher im Gegensatz zu den üblichen spannungsgesteuerten Operationsverstärkern über einen Stromeingang und einen Stromausgang verfügt. Die Schaltung verhält sich damit wie ein idealer Bipolartransistor und wird unter anderem als breitbandiger Verstärker, Bandbreite über 600 MHz sind üblich, für die Ansteuerung von Laserdioden für die Speisung von Lichtwellenleitern und als Stromtreiber für Magnetköpfe bei magnetischen Aufzeichnungssystemen verwendet.

## Allgemeines
Stromverstärker werden üblicherweise in Stromgegenkopplung betrieben. Aufgrund der Ähnlichkeit im Betriebsverhalten zu einem Bipolartransistor werden die Anschlüsse wie bei einem Bipolartransistor mit Basis (B), Emitter (E) und Kollektor (C) wie in nebenstehend dargestellten Schaltsymbolen bezeichnet. CC-Operationsverstärker verfügen neben einem hochohmigen positiven Eingang (B) über einen niederohmigen, negativen Eingang (E) mit dem Eingangsstrom IN und einen stromgesteuerten Ausgang (C) mit dem Ausgangsstrom Ia. Die beiden Ströme hängen mit dem Stromübertragungsfaktor k zusammen:
{\displaystyle I_{a}=k\cdot I_{N}}
Der Stromübertragungsfaktor k ist typenabhängig und liegt im Bereich von 1 bis 10.

## Schaltungsbeschreibung

Vereinfachter Schaltungsaufbau

Ein CC-OPV besteht, wie in nebenstehender vereinfachten Schaltskizze mit einem Stromübertragungsfaktor von 1 dargestellt, intern aus der Eingangsstufe, gebildet aus dem in Emitterschaltung geschalteten Transistor T2 dessen Offsetspannung durch den T1 kompensiert wird. Der Stromspiegel und Ausgangsstufe wird durch die beiden Transistoren T3 und T4 gebildet. Der Ausgangsstrom stellt sich in diesem betragsmäßig gleich dem Eingangsstrom Iq ein.
Der Betrieb des Stromverstärkers als Stromtreiber erfolgt üblicherweise mit Stromgegenkopplung in Emitterschaltung, um die Steilheit des Verstärkers zu begrenzen. Die Gegenkopplung erfolgt durch einen zusätzlichen externen Widerstand am Anschluss E gegen Masse. Da es sich um einen Stromausgang handelt, muss sich im Betrieb eine Last, beispielsweise in Form einer Laserdiode, am Ausgang C befinden.
Mit dem CC-Operationsverstärker lassen sich die von spannungsgesteuerten Operationsverstärkern bekannten Grundschaltungen wie Subtrahierer oder Integrierer bilden. Beispielsweise wird ein Integrierer durch einen Kondensator als Last am Ausgang C gebildet.

## Vergleich mit Bipolartransistor
Die Gemeinsamkeiten mit den Bipolartransistor sind der Umstand, dass der Ausgangsstrom (Kollektorstrom) bei k=1 betragsmäßig gleich dem Eingangsstrom (Emitterstrom) ist und der Ausgangswiderstand am Kollektor hochohmig ist. Weiter ist der Eingangswiderstand am positiven Eingang B (Basis) hochohmig, während der Eingangswiderstand am negativen Eingang E (Emitter) gering ist.
Daneben gibt es aber auch Abweichungen zu herkömmlichen Bipolartransistoren, die den CC-Operationsverstärker als „idealen“ Transistor beschreiben. Aus diesem Umstand folgt die von dem Halbleiterhersteller Burr-Brown eingeführte Markenbezeichnung englisch Diamond Transistor.
Die wesentlichen Unterschiede für das ideale Verhalten sind die Basis-Emitterspannung, bei dem CC-Operationsverstärker ist dies gleich der Differenzeingangsspannung Ud zwischen den beiden Eingängen, welche 0 V beträgt. Der Emitter- und der Kollektorstrom kann in beide Richtungen fließen, ausgedrückt durch den Doppelpfeil im Schaltsymbol, womit es keine Unterscheidung wie bei Bipolartransistoren in Form der npn- und pnp-Typen gibt.